# 2001年中国国民党主席選挙
2001年中国国民党主席選挙（2001ねんちゅうごくこくみんとうしゅせきせんきょ、繁: 2001年中國國民黨主席選舉）は、2001年（民国90年）3月24日に行われた、中国国民党主席を選出する選挙である。これは中国国民党史上初の、党首を全党員の直接選挙により選出する選挙であった。現職の主席である連戦のみが立候補し、296,465票（得票率97.09％）を獲得して再選された。

## 概要
主席選挙に立候補する条件として「全党員の3％以上の署名を集める」という規定が設けられている。2001年2月9日、連戦は党員10万人以上（全党員の10％以上）という規定を大幅に上回る署名を党本部に提出し、立候補の手続きを完了させた。連戦の他に段宏俊が立候補を表明したものの、規定以上の署名を集めることができず立候補できなかった。連戦は全票数の97.09％の521,712票を獲得して当選した。この記録は2015年の選挙で朱立倫が得票率99.61％で当選するまで破られなかった。

## 選挙結果
| 候補者             | 候補者             | 候補者             | 得票数  | 得票率 |
|                    | 連戦               | 連戦               | 521,712 | 100.0% |
|                    |                    |                    |         |        |
| 有効票数（有効率） | 有効票数（有効率） | 有効票数（有効率） | 521,712 | 97.09% |
| 無効票数（無効率） | 無効票数（無効率） | 無効票数（無効率） | 15,658  | 2.91%  |
|                    |                    |                    |         |        |
| 投票総数（投票率） | 投票総数（投票率） | 投票総数（投票率） | 537,370 | 57.90% |
| 棄権者数（棄権率） | 棄権者数（棄権率） | 棄権者数（棄権率） | 390,805 | 42.10% |
|                    |                    |                    |         |        |
| 有権者数           | 有権者数           | 有権者数           | 928,175 | 100.0% |